# 暗色哈莫蛛
暗色哈莫蛛（学名：Harmochirus pullus）为跳蛛科哈莫蛛属的动物。分布于日本、朝鲜以及中国大陆的湖北、湖南、福建、贵州、云南等地。该物种的模式产地在日本。